# Rianiate (Sorkam)
Rianiate is een bestuurslaag in het regentschap Tapanuli Tengah van de provincie Noord-Sumatra, Indonesië. Rianiate telt 477 inwoners (volkstelling 2010).